# Dyckia ibiramensis
Dyckia ibiramensis är en gräsväxtart som beskrevs av Raulino Reitz. Dyckia ibiramensis ingår i släktet Dyckia och familjen Bromeliaceae. Inga underarter finns listade i Catalogue of Life.